# Parafia Matki Bożej Nieustającej Pomocy i św. Rozalii w Chorzowie Maciejkowicach
Parafia Matki Bożej Nieustającej Pomocy i św. Rozalii w Chorzowie Maciejkowicach – katolicka parafia w dekanacie Chorzowskim, w Chorzowie-Maciejkowicach.
Parafia została erygowana 11 grudnia 1984 roku dekretem biskupa Herberta Bednorza.
Parafia wybudowała nowy kościół na miejscu poprzedniego z powodu złego stanu technicznego wcześniejszej budowli; nowy kościół został poświęcony 5 grudnia 2015 roku przez arcybiskupa Wiktora Skworca.